# Кальбах
Кальбах (нім. Kalbach) — громада в Німеччині, знаходиться в землі Гессен. Підпорядковується адміністративному округу Кассель. Входить до складу району Фульда.
Площа — 70,64 км2. Населення становить 6360 ос. (станом на 31 грудня 2020).